# Mano a mano
Pour les articles homonymes, voir Mano a mano (homonymie).
Dans le monde de la tauromachie, un mano a mano est une corrida au cours de laquelle les matadors ou les novilleros ne sont que deux pour combattre six taureaux.

## Historique
Jusqu'à la fin du XIXe siècle, le mano a mano était courant et les cartels à trois matadors étaient l'exception. La tendance s'est inversée après la Première Guerre mondiale.

## Description et règlement
Les mano a mano sont soit prévus de longue date et inscrits en tant que tels dans le cartel de la feria, soit le résultat de circonstances particulières comme la récente blessure d'un torero originellement planifié.
Les règlements tant français (Règlement de l'Union des villes taurines françaises) qu'espagnol, indiquent qu'aucune affiche de corrida à laquelle prennent part deux toreros ne sera approuvée si l'on n'annonce pas également le nom du sobresaliente,
Les mano a mano permettent de mettre en concurrence directe deux toreros, souvent vedettes, afin de créer des conditions propices à l'émulation et au surpassement de soi dans un contexte de rivalité. Ils supposent l'opposition de deux styles de toreo bien différents. Ce fut le cas notamment dans les années 1960 des mano a mano entre Aparicio et Litri, et de ceux entre Luis Miguel Dominguín et Antonio Ordóñez.
Il existe également des corridas mettant en scène un matador contre six toros, le plus souvent de ganaderias différentes.

## Anthologie
Le 14 mai 1989, à Nîmes, Nimeño II participe à un mano a mano en compagnie du portugais Victor Mendes, devant des taureaux de Guardiola. Mendes, blessé par son premier taureau, Nimeño doit affronter seul les six taureaux : il remporte ce jour-là un triomphe mémorable après une corrida d’anthologie. Le 21 mai 1994, à Nîmes, mano a mano de Joselito (José Miguel Arroyo Delgado) en compagnie de Enrique Ponce, les deux toreros sortent a hombros